# L'Ombre et la Proie (album)
Pour les articles homonymes, voir La Proie et l'Ombre (homonymie).
Albums de Psykup
Acoustiques et remixes
(2004) We Love You All
(2008)
L'Ombre et la Proie est le deuxième album studio du groupe Psykup datant de 2005.

## Titres
1. Love Is Dead [6:48]
2. Do It Yourself [5:59]
3. Rock'n Roll Assistance [5:57]
4. Amnesia [6:51]
5. Your Vision [6:54]
6. L'ombre Et La Proie [8:26]
7. Polder [7:49]
8. Cynique Amniotique [7:32]
9. On Ne Sait Jamais [3:57]
10. Teenager Genocide [7:41]